# Egesta (filla d'Hípotes)
Segons la mitologia grega, Egesta o també Segesta (en grec antic Αιγέστα) fou una filla d'Hípotes, heroi troià.
Egesta va acollir favorablement Eneas i els troians quan van desembarcar a Sicília. Hi ha diverses tradicions sobre la seva arribada a l'illa. Segons Servi, quan Laomedont es va negar a pagar el salari que els devia per haver construït les muralles de Troia a Apol·lo i a Posidó, els déus van fer arribar al país diverses plagues. Posidó va enviar un monstre marí, i Apol·lo una epidèmia. L'oracle d'Apol·lo va dir que per fer fora el monstre s'havia d'alimentar l'animal amb joves de la noblesa. En aquell moment, molts troians van enviar els seus fills a l'estranger. El pare de la noia, Hípotes o Ipsostratos, va confiar Egesta a uns mercaders que la van dur a Sicília. Allà es va casar amb el déu-riu Crimís, que va adoptar l'aparença d'un gos o d'un os. Amb ell va tenir un fill, Acestes.
Segons Licòfron, Egesta era filla de Fenodamant, un troià que havia aconsellat donar com a víctima al monstre la filla de Laomedont, Hesíone. Aquest, com a venjança, va lliurar les filles de Fenodamant a uns mariners per tal que les abandonessin en territoris salvatges. Les noies van evitar la mort gràcies a Afrodita. Una d'elles, Egesta, es va casar amb el déu-riu Crimís. El seu fill, Egestes o Acestes, va fundar tres ciutats: Segesta, Erix i Entella. Una altra tradició deia que Egesta, la filla d'Hípotes, havia tornat a Troia on s'havia casat amb Capis i havia tingut un fill, Anquises.
Dionís en dona una altra versió: un príncep de Troia en lluita contra Laomedont va donar les seves filles a uns comerciants per portar-les lluny de la ciutat; un noble troià va embarcar amb ells i es va casar amb una de les noies a Sicília, la qual va tenir un fill de nom Acestes o Egestes. Aquest, educat al país, va aprendre els seus costums i la seva llengua. Quan Troia va ser atacada pels grecs va anar a aquella ciutat, amb permís de Príam, i va prendre part a la guerra i després va tornar a Sicília amb Èlim, un bastard d'Anquises, on va construir una ciutat amb el nom de Segesta. Estrabó diu que per fundar la ciutat va rebre l'ajuda dels companys de Filoctetes.
Algunes tradicions diuen que la ciutat de Segesta va ser fundada per ella.